# 伊木忠直
伊木忠直（いぎ ただなお）は、寛政12年8月21日（1800年10月9日）に生まれ、文政3年4月21日（1820年6月1日）に没した、江戸時代後期の岡山藩筆頭家老である。伊木家第12代当主を務めた。通称は長門。主君は池田斉政である。

## 生涯
伊木忠直は、伊木頼母（分家）の家系の第7代当主である伊木忠孰（ただあつ）の三男として、岡山城下で誕生した。
文化12年（1815年）6月、本家の第11代当主である伊木忠順が18歳で死去したため、忠直は16歳（数え年）で養子として本家の家督を継承した。鳥取藩重臣である菅実賢の娘・豊（後の遊賀）と婚姻している。同年11月には、主君である池田斉政が狩猟の獲物を隠居の池田治政に披露するため後楽園で茶会を催し、忠直もこれに招かれている。

## 陶芸への関心
忠直は焼き物への関心が深く、文化13年（1816年）には備前焼の産地である伊部（いんべ）に赴き、自らの好みの焼き物を焼かせたという記録がある。また、文政2年（1819年）9月の『蔵帳』には「虫明新焼」の記録が残されており、この年に虫明焼池奥窯が開窯したと考えられている。忠直が虫明焼の発展に寄与した可能性が指摘されている。

## 最期

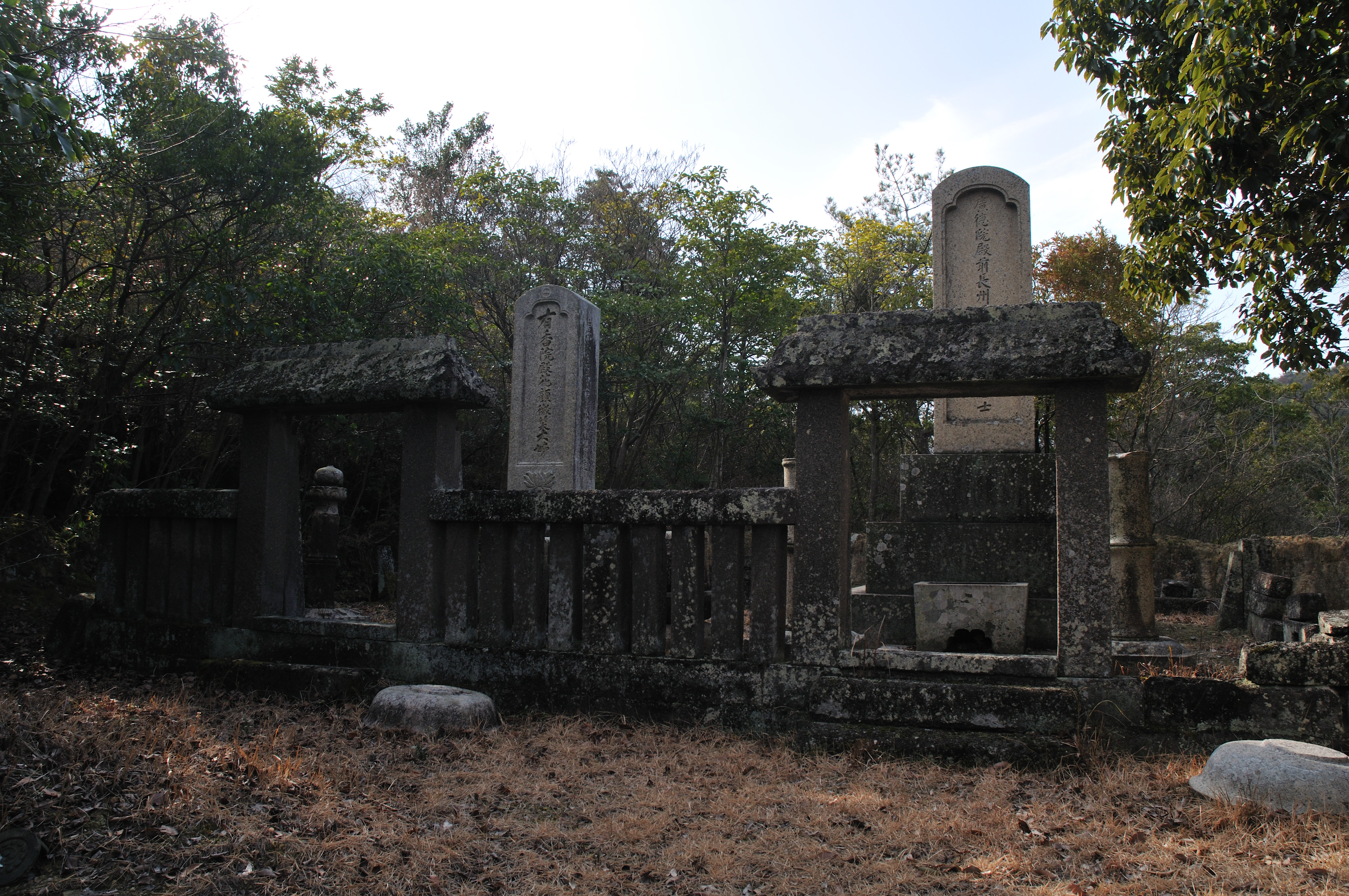
伊木忠直夫妻の墓

文政3年（1820年）4月21日、忠直は病により21歳（数え年）で没した。ただし、公式には同年5月6日とされている。忠直の死後、土倉一静の次男である菅善之助が養子として迎えられ、伊木家第13代当主・伊木忠正として家督を継いだ。
法名は広徳院殿前長州雲山泉龍大居士。墓所は岡山県瀬戸内市にある伊木家千力山墓所である。